# Клисура Алушког потока
Клисура Алушког потока се налази на крајњем северном делу планине Таре, у оквиру Националног парка Тара, источно од села Растиште.
Клисуру изграђује истоимени поток који заједно са још четири потока чини извориште реке Дервента. Долина читавог потока је предиспонирана серијом раседа динарског правца пружања. У доњем делу тока, Алушки поток усеца краћу клисуру у стенама различитог састава. Леву страну изграђују стене дијабаз-рожначке формације док десну, сем поменутих, изграђују тријанске карбонатне стене. Клисура је дубине од 150 до 200 метара и обрасла је шумском вегетацијом. У клисури Алушког потока са обе стране налазе се бројни извори.